# 佩尔波尔站
佩尔波尔站（法語：Pelleport）是巴黎地鐵3號線支線的一個車站，開業於1921年11月27日。佩尔波尔站最初是巴黎地鐵3號線的車站，在1971年3月27日改為3號線支線的車站。車站名稱來自於法國軍人皮埃爾·佩尔波尔。

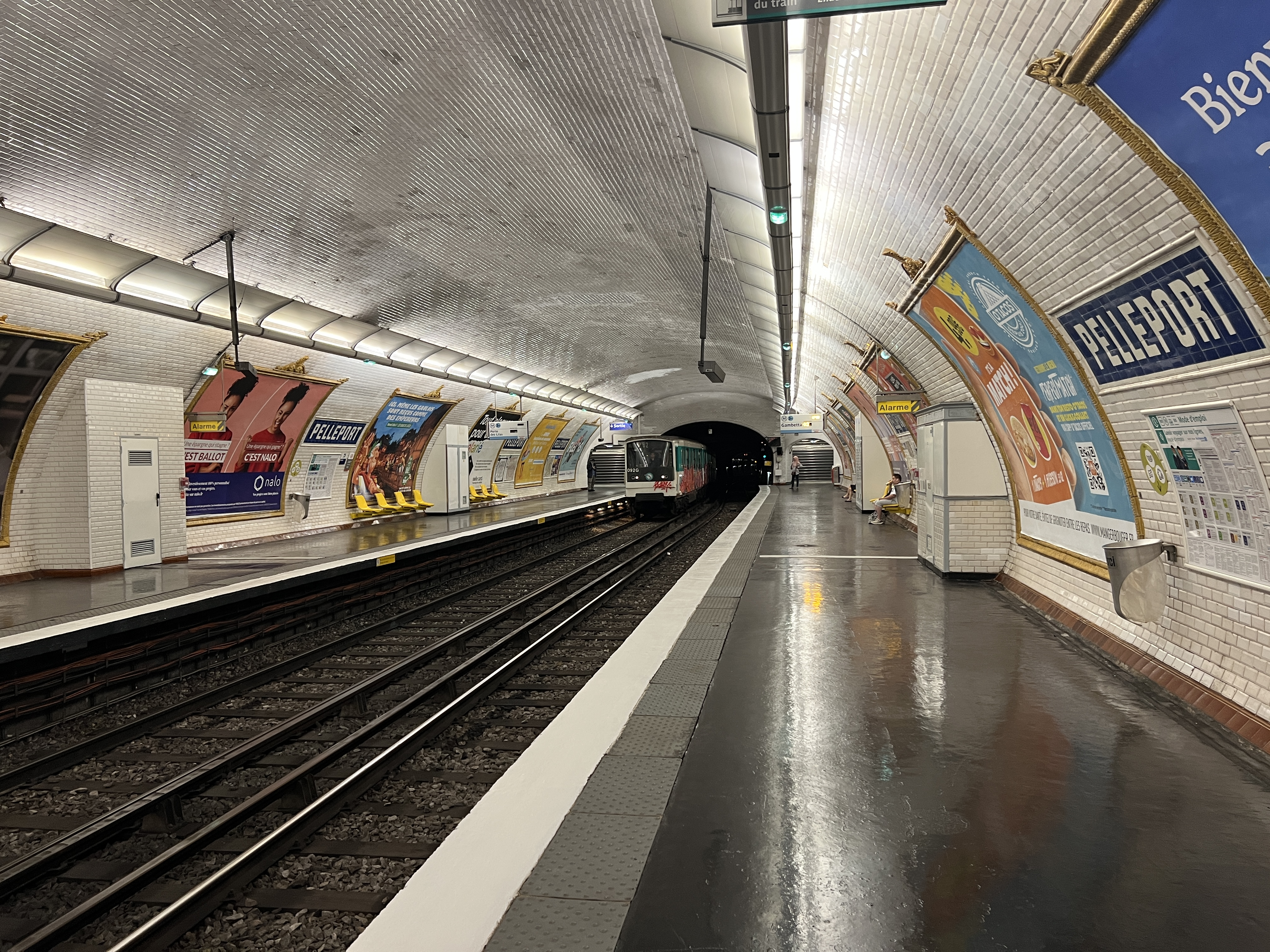
月台 (2022年6月)

## 車站結構
| 街道層        |                    |                      |
| B1            | 夾層               |                      |
| 3號線支線月台 | 側式月台，右側開門 | 側式月台，右側開門   |
| 3號線支線月台 | 南行               | 往甘必大（總站）     |
| 3號線支線月台 | 北行               | 往丁香門（圣法尔若） |
| 3號線支線月台 | 側式月台，右側開門 |                      |